# KRC Multi Tasker 910
Der Multi Tasker 910 ist ein Eisenbahndrehkran des Herstellers Kirow Ardelt in Leipzig. Er wird sowohl als Notfallkran zur Bergung havarierter Schienenfahrzeuge als auch als Gleisbauschienenkran eingesetzt.

## Aufbau und technische Daten
Je nach Ausführung unterscheiden sich die technischen Daten des Krans. So beträgt die maximale Tragfähigkeit zwischen 50 und 125 Tonnen und das Lastmoment 500 bis 900 Tonnenmeter.
Die Gegenlast ist teleskopierbar. Im eingefahrenen Zustand beträgt die hintere Ausladung zwei Meter, sodass ein Einschwenken in den Bereich des Nachbargleises vermieden und ein profilfreies Arbeiten ermöglicht wird. Das Gegengewicht liegt verschiebbar auf einem Flachwagen und kann automatisiert aufgenommen werden.
Der Teleskopausleger erlaubt Arbeiten im Radius zwischen 7,5 und 24,5 Metern und ist unter Last aus- und einfahrbar. Im Gegensatz zu früheren Kranen ist auch ein Einsatz in der Nullposition (und damit ohne Demontage der gegebenenfalls vorhandenen Oberleitung) möglich; dabei kann der Arm auch teleskopiert und – etwa bei beengtem Raum – auch horizontal genutzt werden. Vier Abstützungen können bedarfsgerecht auch einzeln verwendet werden. Während der Drehkranz gegen bis zu 180 mm Gleisüberhöhung horizontiert werden kann, bleiben die acht Radsätze des Kranwagens selbst am Gleis und können den Kran verfahren.
Die Federungen an den Drehgestellen können für Kranarbeiten ohne Abstützung sowie zum Verfahren des Krans unter Last blockiert werden.
Traversen dienen zum Heben von längeren, durchbiegungsgefährdeten Lasten an mehreren Stellen zugleich oder zur Vermeidung von Schrägzug. Mitunter ist ein gewisses Verschieben der Last durch gegengleiches Teleskopieren der Schenkel des Kranbalkens möglich.
Die als Gleisbaukrane eingesetzten Multi Tasker 910 sind in Deutschland und Österreich als Schwere Nebenfahrzeuge eingereiht.

## DB-Baureihe 733
Als Ersatz für Krane aus den 1970er Jahren bestellte die DB Netz insgesamt fünf neue Notfallkrane einschließlich der zugehörigen Begleitwagen bei der Firma Kirow Leipzig zur Auslieferung bis 2016. Neben drei Krane des Typs KRC 1200 beinhaltete der Auftrag zwei KRC 910, die von der DB als Baureihe 733 geführt werden. Das erste Fahrzeug (Nummer 733 001) wurde 2016 auf der InnoTrans in Berlin präsentiert. Es trägt den Namen »Bulldog« und ist seitdem in Wanne-Eickel stationiert. Der andere Kran (Nummer 733 002) mit Namen »Herkules« ist am Standort Fulda.
Jeder Kranzug führt neben dem eigentlichen Notfallkran einen Kranschutzwagen, einen Gegenlastwagen, einen Mannschaftswagen sowie einen Werkstattwagen mit. Der Kranschutzwagen ist ein angepasster Drehgestellflachwagen der Gattung Res 687, auf den sich der Kranausleger abstützt. Hierdurch wird die Masse des Krans in der Transportstellung reduziert und dadurch die Radsatzlast der Krane gegenüber den bisher verwendeten großen Notfallkranen gesenkt. Dadurch ist ein Transport des Krans auf niedrigen Streckenklassen ohne Restriktionen möglich. Der Mannschafts- und der Werkstattwagen basieren auf Modularen Trägerfahrzeugen mit Anwendungsorientierten Containern. Sie sind über einen Faltenbalg verbunden, um einen wettergeschützten Übergang zu schaffen. Im Einsatz werden ein Kraneinsatzleiter und vier Kranbediener benötigt.